# Maiden Bradley with Yarnfield
Maiden Bradley with Yarnfield – civil parish w Anglii, w hrabstwie Wiltshire. Leży 36 km na zachód od miasta Salisbury i 156 km na zachód od Londynu. W 2011 roku civil parish liczyła 331 mieszkańców.